# 盧卡·德賈恩克
卢卡·德贾恩克（1945年8月23日—），少将，安特·戈托维纳的下属，参加过克罗地亚独立战争、风暴作战。2002年，遭到国际刑事法庭调查。2003年获释。